# 角动量算符对易关系
本条目中，向量與标量分別用粗體與斜體顯示。例如，位置向量通常用 {\displaystyle \mathbf {r} \,\!} 表示；而其大小則用 {\displaystyle r\,\!} 來表示。
在量子力学中，角动量算符之间的对易关系是基本的对易关系之一。从这些对易关系出发就足以得出关于角动量算符及其本征函数的许多性质，而不需要关心角动量算符在某个表象下的具体表达式。从数学上看，这一套理论实际上是研究与李代数 {\displaystyle {\mathfrak {su}}(2)} 相关的性质。

## 导引
在三维空间中的角动量算符（经典角动量的量子化）满足下列的基本对易关系式：
{\displaystyle [L_{\alpha },L_{\beta }]=i\hbar \sum _{\gamma }\epsilon _{\alpha \beta \gamma }L_{\gamma },\quad \alpha ,\beta ,\gamma \in \{x,y,z\}}
式中{\displaystyle \epsilon _{\alpha \beta \gamma }}是列維-奇維塔符號。
上面的关系式反映了角动量算符的内在性质。反过来，可以直接由这组对易关系式出发，把满足这样性质的算符都称为角动量算符。

## 定义
若有三个算符
{\displaystyle j_{x},j_{y},j_{z}}
满足对易关系
{\displaystyle [j_{\alpha },j_{\beta }]=i\hbar \sum _{\gamma }\epsilon _{\alpha \beta \gamma }j_{\gamma },\quad \alpha ,\beta ,\gamma \in \{x,y,z\}}
则称以这三个算符为分量的矢量算符
{\displaystyle \mathbf {j} =(j_{x},j_{y},j_{z})}
为一个角动量算符。
这样定义的角动量算符自然地包含了轨道角动量、自旋角动量、总角动量等。
运用叉乘的符号，上面的对易关系式也可以简单表示为：
{\displaystyle \mathbf {j} \times \mathbf {j} =i\hbar \mathbf {j} }

## 角动量平方算符
定义角动量平方算符为
{\displaystyle \mathbf {j} ^{2}=\mathbf {j} \cdot \mathbf {j} =j_{x}^{2}+j_{y}^{2}+j_{z}^{2}}
直接计算可以得到：
{\displaystyle [\mathbf {j} ^{2},j_{\alpha }]=0,\quad \alpha =x,y,z}

## 升算符与降算符
进一步定义
{\displaystyle j_{+}=j_{x}+ij_{y},j_{-}=j_{x}-ij_{y}}
它们分别称为升算符与降算符，则直接计算可以得到下列关系式：
{\displaystyle [\mathrm {j} ^{2},j_{\pm }]=0}
{\displaystyle [j_{z},j_{\pm }]=\pm \hbar j_{\pm }}
{\displaystyle j_{\pm }j_{\mp }=\mathbf {j} ^{2}-j_{z}^{2}\pm \hbar j_{z}}
{\displaystyle [j_{+},j_{-}]=2\hbar j_{z}}
{\displaystyle [j_{+},j_{-}]_{+}=2(\mathbf {j} ^{2}-j_{z}^{2})}
最后一式中的是反对易子。

## 本征函数
由于角动量平方算符与任一分量对易，故它们存在共同的本征函数，记作
{\displaystyle |jm\rangle }
使得
{\displaystyle \mathbf {j} ^{2}|jm\rangle =\lambda \hbar ^{2}|jm\rangle ,\quad j_{z}|jm\rangle =m\hbar |jm\rangle }
且满足正交归一关系：
{\displaystyle \langle j'm'|jm\rangle =\delta _{jj'}\delta _{mm'}}
对于任意一个算符 f，我们可以取矩阵元
{\displaystyle \langle j'm'|f|jm\rangle }
对上一小节给出的前三个对易关系式两边分别取矩阵元。
由第一、二式可得：
{\displaystyle \langle j'm'|j_{\pm }|jm\rangle =\delta _{jj'}\delta _{m',m\pm 1}\langle jm\pm 1|j_{\pm }|jm\rangle }
对第三式取矩阵元，并在其中插入单位分解
{\displaystyle 1=\sum _{j,m}|jm\rangle \langle jm|}
得：
{\displaystyle \langle jm\pm 1|j_{\pm }|jm\rangle \langle jm|j_{\mp }|jm\pm 1\rangle =\lambda -(m\pm 1)^{2}\pm (m\pm 1)}
再利用 j+ 与 j- 互为伴算符，就得到
{\displaystyle j_{\pm }|jm\rangle =e^{i\delta }{\sqrt {\lambda -m(m\pm 1)}}|jm\pm 1\rangle }
习惯上取 δ=0，这称为 Condon-Shortle 惯例。取一个本征函数，不断用升算符作用，每次将 m 增加 1，如果这个过程不终止，则上式中的根号内的部分总会变成负数，这与任意态函数的模方为非负数矛盾。因此，上述过程只能在某一步终止，即对于某个 m，根号下的部分变为 0，此时对应的 m 就是 m 的上确界，而 λ=m(m+1)。对降算符也可以进行类似的讨论，最后得到
{\displaystyle \lambda =m_{\max(}m_{\max }+1)=m_{\min(}m_{\min }-1)}
此外，m 的下确界与 m 的上确界的本征函数间也必须可以通过有限次升降算符的作用联系起来，即
{\displaystyle m_{\max }-m_{\min }\in \mathbb {Z} }
综合起来，就得到量子化条件
{\displaystyle \lambda =j(j+1),2j\in \mathbb {Z} _{0}^{+},m=-j,-j+1,\dots ,j-1,j}

## 矩阵表示
上面一小节实际上已经给出了各个角动量算符矩阵元的计算公式，下面是一些具体的例子。
j=0 时的矩阵表示是平凡的。
j=1/2 时的矩阵表示对应着泡利矩阵，
{\displaystyle j_{z}={\begin{bmatrix}{\frac {1}{2}}&0\\0&-{\frac {1}{2}}\end{bmatrix}},j_{+}={\begin{bmatrix}0&0\\1&0\end{bmatrix}},j_{-}={\begin{bmatrix}0&1\\0&0\end{bmatrix}},j_{x}={\begin{bmatrix}0&{\frac {1}{2}}\\{\frac {1}{2}}&0\end{bmatrix}},j_{y}={\begin{bmatrix}0&{\frac {i}{2}}\\-{\frac {i}{2}}&0\end{bmatrix}}}
j=1 时的矩阵表示，
{\displaystyle j_{z}={\begin{bmatrix}1&0&0\\0&0&0\\0&0&-1\end{bmatrix}},j_{+}={\begin{bmatrix}0&{\sqrt {2}}&0\\0&0&{\sqrt {2}}\\0&0&0\end{bmatrix}},j_{-}={\begin{bmatrix}0&0&0\\{\sqrt {2}}&0&0\\0&{\sqrt {2}}&0\end{bmatrix}},j_{x}={\begin{bmatrix}0&{\frac {\sqrt {2}}{2}}&0\\{\frac {\sqrt {2}}{2}}&0&{\frac {\sqrt {2}}{2}}\\0&{\frac {\sqrt {2}}{2}}&0\end{bmatrix}},j_{y}={\begin{bmatrix}0&-{\frac {\sqrt {2}}{2}}i&0\\{\frac {\sqrt {2}}{2}}i&0&-{\frac {\sqrt {2}}{2}}i\\0&{\frac {\sqrt {2}}{2}}i&0\end{bmatrix}},}

## 注
1. ↑  参见角动量算符一文相关小节